# Manuel Pérez y Badía
Manuel Pérez y Badía (Madrid, 1846 - Montevideo (Uruguai), 1901) fou un compositor i violinista espanyol del Romanticisme.
Va fer els estudis en la seva vila natal, on fou deixeble de Monasterio, i el 1863 aconseguí el primer premi. Després formà part de la Societat de Quartets dirigida per aquell cèlebre violinista, i també figurà com a concertino en l'orquestra del teatre Reial de Madrid, de la que en fou, a més, director diverses temporades, i també del de la Comèdia. El 1889 es presentà amb èxit extraordinari al públic de París, i més endavant es traslladà a la República Argentina i després a l'Uruguai.